# Kermesia cypera
Kermesia cypera är en insektsart som beskrevs av Yang och Hu 1987. Kermesia cypera ingår i släktet Kermesia och familjen Meenoplidae. Inga underarter finns listade i Catalogue of Life.